# Oncosperma tigillarium
Oncosperma tigillarium är en enhjärtbladig växtart som först beskrevs av William Jack, och fick sitt nu gällande namn av Henry Nicholas Ridley. Oncosperma tigillarium ingår i släktet Oncosperma och familjen Arecaceae. Inga underarter finns listade i Catalogue of Life.

## Bildgalleri

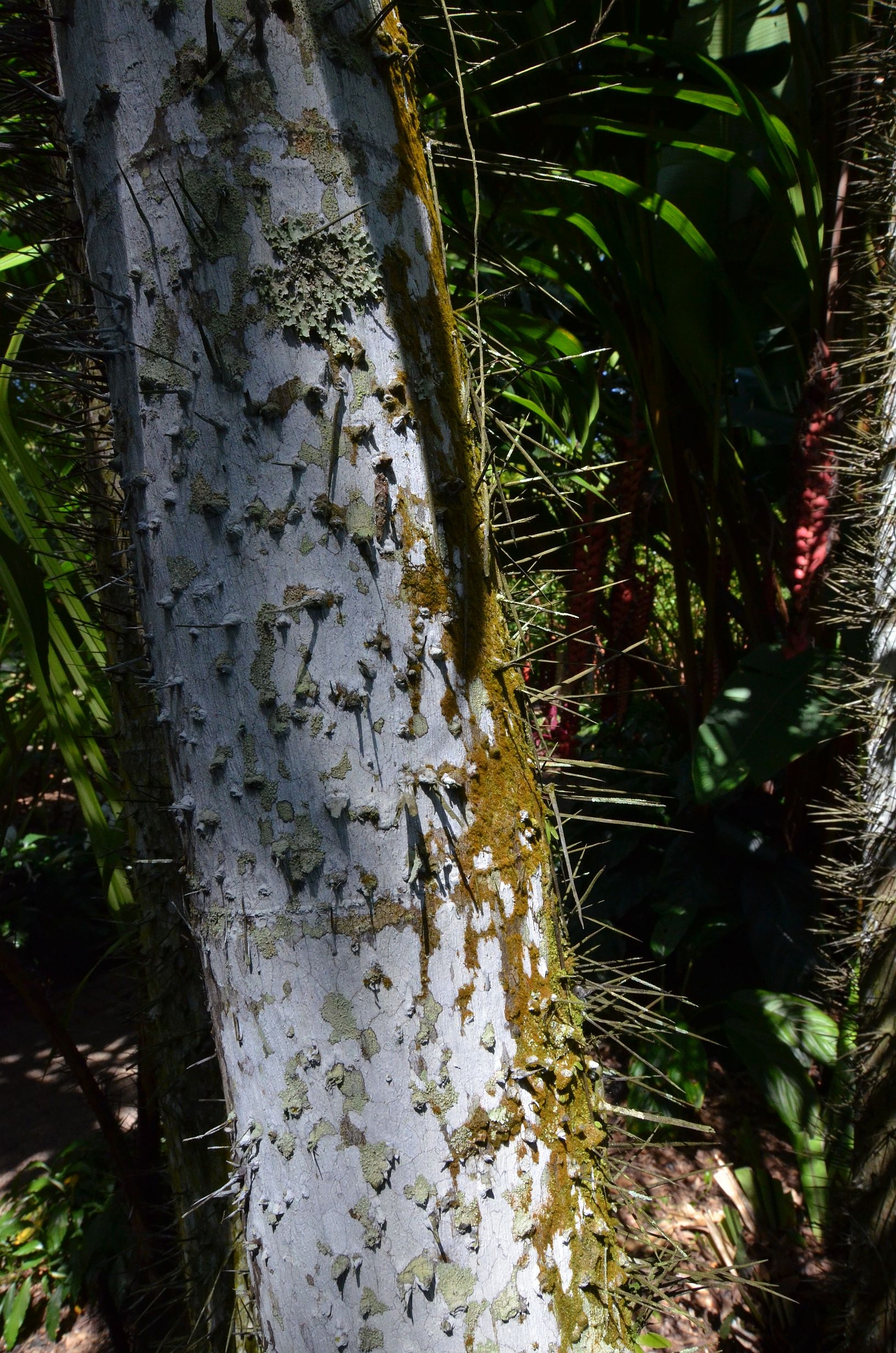